# ジェームズ・コノリー

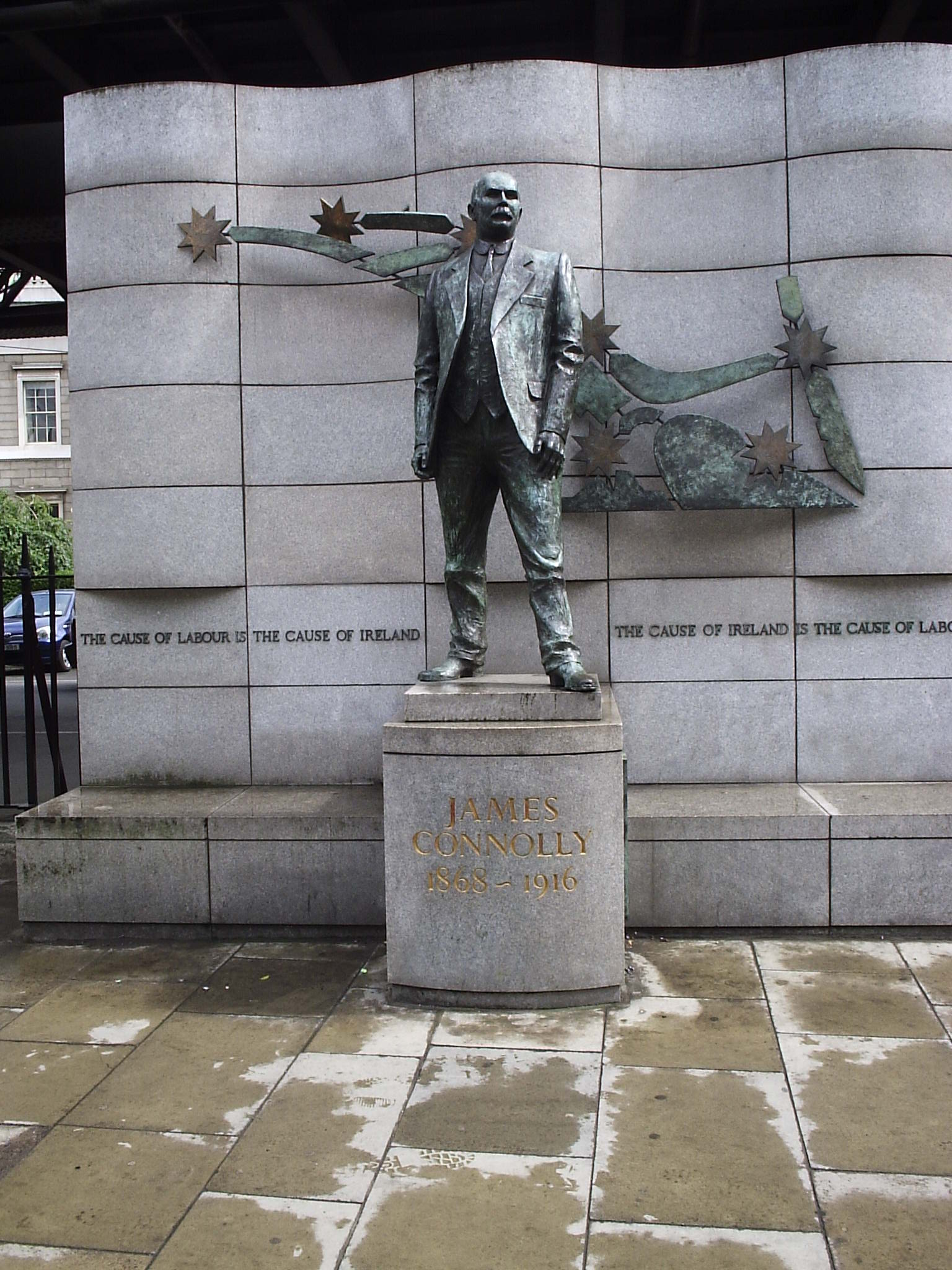
ジェームズ・コノリー

ジェームズ・コノリー（James Connolly、1868年6月5日 - 1916年5月12日）は、アイルランドの独立運動指導者。1916年のイースター蜂起における中心人物の一人。

## 生い立ち
コノリーはエディンバラのカウゲートで、アイルランド移民の子として生まれた。彼の両親、ジョン・コノリーおよびメアリー・コノリーは1850年代にモナハン県からエディンバラに移住した。父親は肥料荷馬車屋で働き、母親は使用人として働いたが慢性気管支炎に苦しみ若くして世を去った。
当時はアイルランドに対する反感が強く、アイルランド人たちはカウゲートやグラスマーケットの「リトルアイルランド」と呼ばれるスラムにやむを得ず居住していた。その境遇の中、2人の兄と共にセントパトリック・スクールに通うものの、10歳の時に中退して新聞社に職を得る。14歳で陸軍に入隊し、初めてアイルランドの土を踏み、イギリス統治下における過酷な現実を理解することになる。
その後、マルクス主義に傾倒し、1896年にダブリンに赴きダブリン社会主義協会を設立する。アイルランドのみならずイギリスでも社会主義労働者党の設立に加わる一方で、移民が多くいたアメリカ合衆国でも活動し、アメリカ社会党のメンバーにもなっている。やがてコノリーの活動はアイルランドでも発展を見、1912年に労働党として結実する。
コノリー自身は、イースター蜂起を企図したアイルランド共和主義同盟 (IRB) やアイルランド義勇軍とは距離を置いていた。だが、1916年に至りアイルランド市民軍を結成し、独自に武装蜂起の準備を進め、場合によっては市民軍単独での蜂起の構えを見せた。このためIRBは、直前になってコノリーとの共闘を決めている。蜂起に際しては軍人の経験を生かして義勇軍と市民軍の指揮を執ったが、重傷を負い逮捕された。軍法会議を経て、瀕死の重傷のまま救急車でキルメイナム刑務所に搬送され、処刑された。
妻リリー・レイノルズとの間に一男一女をもうけ、2人とも独立後のシャナズ・エアランで議員を務めた。

## 日本語文献
- 『アイルランド・ナショナリズムと社会主義　ジェイムズ・コノリー著作集』

堀越智・岡安寿子訳、未來社、1986年